# ووبورن (باكينجهامشير)
ووبورن (بالإنجليزية: Wooburn)‏ هي قرية تقع في المملكة المتحدة في إنجلترا. يقدر عدد سكانها بـ 770 نسمة .